# تانکرد ایبسن
تانکرد ایبسن (انگلیسی: Tancred Ibsen; ۱۱ ژوئیهٔ ۱۸۹۳ – ۴ دسامبر ۱۹۷۸) کارگردان فیلم، فیلم‌نامه‌نویس و افسر خلبان اهل نروژ بود.